# The Kin of Ata Are Waiting for You
The Kin of Ata are Waiting for you (La Maison d'Ata vous attend) est un roman de l'écrivaine américaine Dorothy Bryant paru en 1971. Il traite de l’idée de la manière dont le déni des rêves en tant que guide de vie affecte le monde réel. 
Le livre a été repris par des articles universitaires et des manuels dans les domaines de la philosophie[réf. nécessaire], de la psychologie  et du droit .
Il est tout d'abord publié sous forme de nouvelle par Evan Press en 1971, sous le titre The Comforter: A Mystical Fantasy. Bien qu'il ait été initialement rejeté par les grandes maisons d'édition, malgré son succès, sa publication a conduit son autrice à monter sa propre maison d'édition :  Ata Press. Le roman a ensuite été republié Random House, un éditeur majeur, et a été réimprimé pendant plus de 30 ans. Ce livre est une œuvre culte pour les féministes, les psychologues et les professeurs d'études religieuses[réf. nécessaire].

## Résumé
Après avoir assassiné un amant et embouti sa voiture alors qu'il fuyait la scène du crime, un homme impitoyable « qui a réussi dans la vie » est transporté sur une île inconnue (appelée Ata) dont l'emplacement n'est jamais révélé, ce qui implique qu'elle n'existerait pas physiquement dans notre monde. L'île est habitée par des gens qui ne sont pas si primitifs qu'il y paraît et dont chaque aspect de leur vie éveillée est régi par leur vie de rêve. 
Initialement en conflit avec le point de vue des autochtones, le protagoniste anonyme, est, selon Bryant,« traîné à coups de pied et de larmes pour son propre salut ». Il se rend progressivement compte que les habitants de cette île soutiennent et entretiennent le monde réel à travers leurs rêves, et qu'il doit intégrer cette vision du monde pour pouvoir retourner vers son ancienne vie. 
Ce livre peut être lu comme une allégorie de la croissance spirituelle. Il est influencé par l'anthropologie moderne étudiant les peuples autochtones et les écrits du psychologue Carl Jung[réf. nécessaire].

## Réception
L'autrice féministe Alice Walker l'a cité comme « l'un de mes livres préférés au monde » .
Spider Robinson a salué le roman comme « un livre profondément spirituellement enrichissant », contenant « certaines des proses les plus limpides et les plus simples que j'ai vues de toute l'année »" .